# Oragarre
Oragarre (en francès i oficialment Orègue), és un municipi de la Baixa Navarra (Nafarroa Behera), un dels set territoris que formen Euskal Herria, al departament dels Pirineus Atlàntics i a la regió de la Nova Aquitània. Limita amb les comunes de Bardoze i Bidaxune al nord, Arrueta-Sarrikota a l'est, Bastida, Aiherra i Izturitze a l'oest, Amorotze-Zokotze al sud-est, Donamartiri al sud-oest i Mehaine al sud.

## Demografia
| Evolució de la població |      |      |       |      |       |      |       |       |
| 1793                    | 1800 | 1806 | 1821  | 1831 | 1836  | 1841 | 1846  | 1851  |
| 958                     | 934  | 962  | 1 007 | 970  | 1 005 | 968  | 1 070 | 1 053 |

| 1856  | 1861  | 1866 | 1872 | 1876 | 1881 | 1886 | 1891 | 1896 |
| ----- | ----- | ---- | ---- | ---- | ---- | ---- | ---- | ---- |
| 1 001 | 1 000 | 939  | 934  | 928  | 923  | 909  | 901  | 884  |

| 1901 | 1906 | 1911 | 1921 | 1926 | 1931 | 1936 | 1946 | 1954 |
| ---- | ---- | ---- | ---- | ---- | ---- | ---- | ---- | ---- |
| 881  | 888  | 881  | 901  | 831  | 774  | 784  | 726  | 657  |

| 1962 | 1968 | 1975 | 1982 | 1990 | 1999 | 2006 | 2011 | 2016 |
| ---- | ---- | ---- | ---- | ---- | ---- | ---- | ---- | ---- |
| 651  | 596  | 523  | 484  | 500  | 516  | -    | -    | -    |

| 2019 | - | - | - | - | - | - | - | - |
| ---- | - | - | - | - | - | - | - | - |
| -    | - | - | - | - | - | - | - | - |

## Administració
| Data d'elecció                               | Identitat         | Qualitat |
| -------------------------------------------- | ----------------- | -------- |
| Les dades anteriors a 1989 són desconegudes. |                   |          |
| 1989                                         | Thérèse Dachary   |          |
| 1995                                         | André Caset       |          |
| 2001                                         | Jean-Michel Camou |          |